# 美國憲法第十九修正案

美國憲法第十九修正案

《美利堅合眾國憲法》第十九修正案（英語：Nineteenth Amendment to the United States Constitution）簡稱「第十九修正案」（Amendment XIX），禁止任何美國公民因性別因素被剝奪選舉權。修正案於1920年8月18日達到足夠數量的州認可後生效。起因是憲法原文把選舉資格的認定交給了各州，但直到1910年代多數州仍剝奪女性的選舉權。第十九修正案是美國女性選舉權運動的頂點，其支持者在此之前多次在地方和國家層級爭取這項權力。修正案實質上推翻了美國最高法院的曼勒訴哈波瑟特案，在後者的案件中無異議地裁決了第十四修正案並不賦予女性選舉權。
蘇珊·安東尼和伊麗莎白·凱迪·斯坦頓於1878年起草和提出這修正案。直至四十一年後，美国国会於1919年把修正案送交各州認可，一年後在田納西州同意後，足夠數量的州認可了這修正案，修正案正式加入美國憲法。1922年在審理萊瑟訴加內特案時，美國最高法院認可了第十九修正案的效力。

## 修正案原文
合眾國或任何一州不得因性別而否認或剝奪合眾國公民的選舉權。
國會有權以適當立法實施本條規定。
The right of citizens of the United States to vote shall not be denied or abridged by the United States or by any State on account of sex.
Congress shall have power to enforce this article by appropriate legislation.

## 歷史
第十九修正案是特別為擴大女性參政權而提出的。修正案於1919年6月4日提出，1920年8月18日批准。
第十九修正案是20世紀初美國婦女參政權運動的高潮。自1917年起，一個名為「沉默的哨兵」的組織連續18個月在白宮門前舉行抗議活動，以喚醒人們對女性參政權的關注。
1918年1月9日，伍德羅·威爾遜總統宣布他支持修正案。次日，眾議院以微弱優勢通過，但是參議院卻拒絕在10月之前就修正案作任何辯論。參議院在10月進行的表決也以3票之差不能過關。
作為對修正案衝關失敗的回應，全國婦女黨動員民眾在1918年秋的國會選舉中拒絕投票給反對女性參政權的參議員。選舉過後，國會變成大部分的議員都贊成女性參政權。1919年5月21日，眾議院以304票比89票的絕對多數通過修正案；6月4日，參議院也以56票比25票大比數通過。
1920年8月18日，随着田納西州议会批准修正案，批准的州份数达到四分之三（36個州）的宪法门槛，完成修宪程序。國務卿班布里奇·科尔比於8月26日正式宣告此修正案生效。
修正案随后遭遇法律挑战，即萊瑟訴加內特案（258 U.S. 130 (1922)）。反对者认为此修正案的性质或通过程序违宪，主要列出三条理由：
- 虑及此修正案的性质，修宪权不涵盖此项权力，不能通过这样的修正案；
- 批准修正案的数个州自身的州宪法禁止妇女投票，因此这些州的议会无权批准这样的修正案；
- 田纳西州和西弗吉尼亚州的批准程序违反自身的议会议事规则，应当视为无效。

隨後，最高法院在判决中指出：
- 美國憲法第十五修正案（赋予黑人投票权[3]）的性质与本修正案相同，已被公认为有效并实行了超过半个世纪，且最高法院以前曾有判例认定第十五修正案有效，因此本条修正案在性质上没问题；
- 州议会在批准修正案时，行使的是联邦宪法赋予的权力与职责，因此不受各州任何规定的影响；
- 至于田纳西州和西弗吉尼亚州的程序问题，最高法院指出：但即使它们的批准程序有问题，修正案随后又得到数州批准，仍然应视为已通过；同时，这两州向联邦政府宣布它们批准了修正案，并得到了美国国务卿的确认，那么它们的批准就有效，联邦法院无权再对此作出裁定。

因此，最高法院大法官一致认定第十九修正案有效。妇女的选举权问题在美国至此尘埃落定。

## 提出和批准
國會於1919年6月4日提出第十九修正案，下列州份批准了修正案：
1. 伊利諾伊州（1919年6月10日，於1919年6月17日重新確認）
2. 密歇根州（1919年6月10日）
3. 威斯康辛州（1919年6月10日）
4. 堪薩斯州（1919年6月16日）
5. 紐約州（1919年6月16日）
6. 俄亥俄州（1919年6月16日）
7. 賓夕法尼亞州（1919年6月24日）
8. 馬薩諸塞州（1919年6月25日）
9. 德克薩斯州（1919年6月28日）
10. 艾奧瓦州（1919年7月2日）[5]
11. 密蘇里州（1919年7月3日）
12. 阿肯色州（1919年7月28日）
13. 蒙大拿州（1919年8月2日）[5]
14. 內布拉斯加州(1919年8月2日)
15. 明尼蘇達州（1919年9月8日）
16. 新罕布什爾州（1919年9月10日）[5]
17. 猶他州（1919年10月2日）
18. 加利福尼亞州（1919年11月1日）
19. 緬因州（1919年11月5日）
20. 北達科塔州（1919年12月1日）
21. 南達科塔州（1919年12月4日）
22. 科羅拉多州（1919年12月15日）[5]
23. 肯塔基州（1920年1月6日）
24. 羅德島州（1920年1月6日）
25. 俄勒岡州（1920年1月13日）
26. 印第安那州（1920年1月16日）
27. 懷俄明州（1920年1月27日）
28. 內華達州（1920年2月7日）
29. 新澤西州（1920年2月9日）
30. 愛達荷州（1920年2月11日）
31. 亞利桑那州（1920年2月12日）
32. 新墨西哥州（1920年2月21日）
33. 奧克拉荷馬州（1920年2月28日）
34. 西弗吉尼亞州（1920年3月10日，於1920年9月21日重新確認）
35. 華盛頓州（1920年3月22日）
36. 田納西州（1920年8月18日）

1920年8月18日已經實際完成批准過程，隨后下列州份批准了修正案：
37. 康涅狄克州（1920年9月14日，於1920年9月21日重新確認）
38. 佛蒙特州（1921年2月8日）
39. 特拉華州（1923年3月6日，曾於1920年6月2日否決）
40. 馬里蘭州（1941年3月29日，曾於1920年2月24日否決，直至1958年2月25日才正式確認）
41. 弗吉尼亞州（1952年2月21日，曾於1920年2月12日否決）
42. 阿拉巴馬州（1953年9月8日，曾於1919年9月22日否決）
43. 佛羅里達州（1969年5月13日）
44. 南卡羅來納州（1969年7月1日，曾於1920年1月28日否決，直至1973年8月22日才正式確認）
45. 喬治亞州（1970年2月20日，曾於1919年7月24日否決）
46. 路易斯安那州（1970年6月11日，曾於1920年7月1日否決）
47. 北卡羅來納州（1971年5月6日）
48. 密西西比州（1984年3月22日，曾於1920年3月29日否決）

## 外部連結
- 第十九修正案原文 （页面存档备份，存于）
- 憲法修正案的具體批准情況
- CRS憲法解釋：第十九修正案 （页面存档备份，存于）